# فهرست وابسته‌های دیپلماتیک چاد

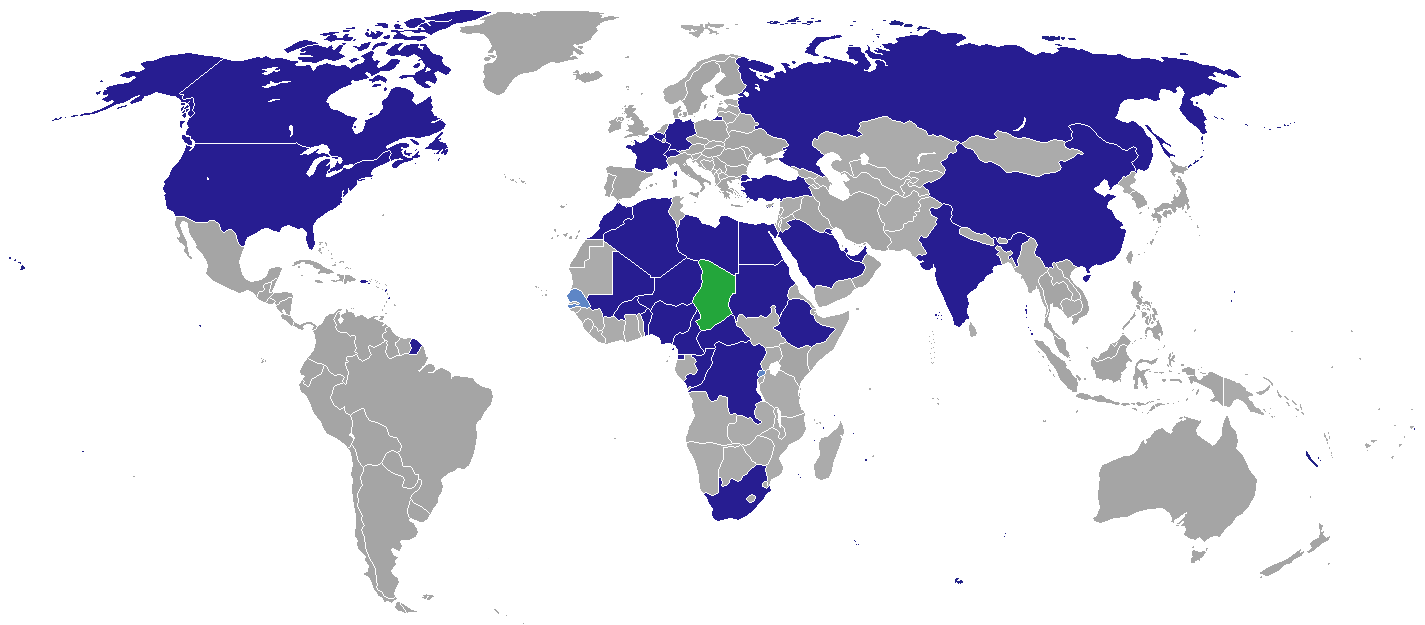
نقشه کشورهای دربردارنده سفارتخانه چاد

فهرست سفارت‌های چاد، فهرستی از مراکز سفارتخانه و کنسولگری کشور چاد در سراسر جهان است.
چاد (عربی: تشاد Tšād,: فرانسوی: Tchad‎ (‎i‎/ˈtʃæd/‎) با نام رسمی جمهوری چاد، کشوری بی دریا و همه سو خشک در مرکز آفریقاست. پایتخت آن انجامنا است. جمهوری چاد در تاریخ ۱۱ اوت ۱۹۶۰ از فرانسه به استقلال رسید این کشور از قدیمی‌ترین کشورهای خاستگاه انسان تباران در جهان است.
روابط دیپلماتیک چاد بیشتر در آفریقا متمرکز شده‌است.

## آسیا

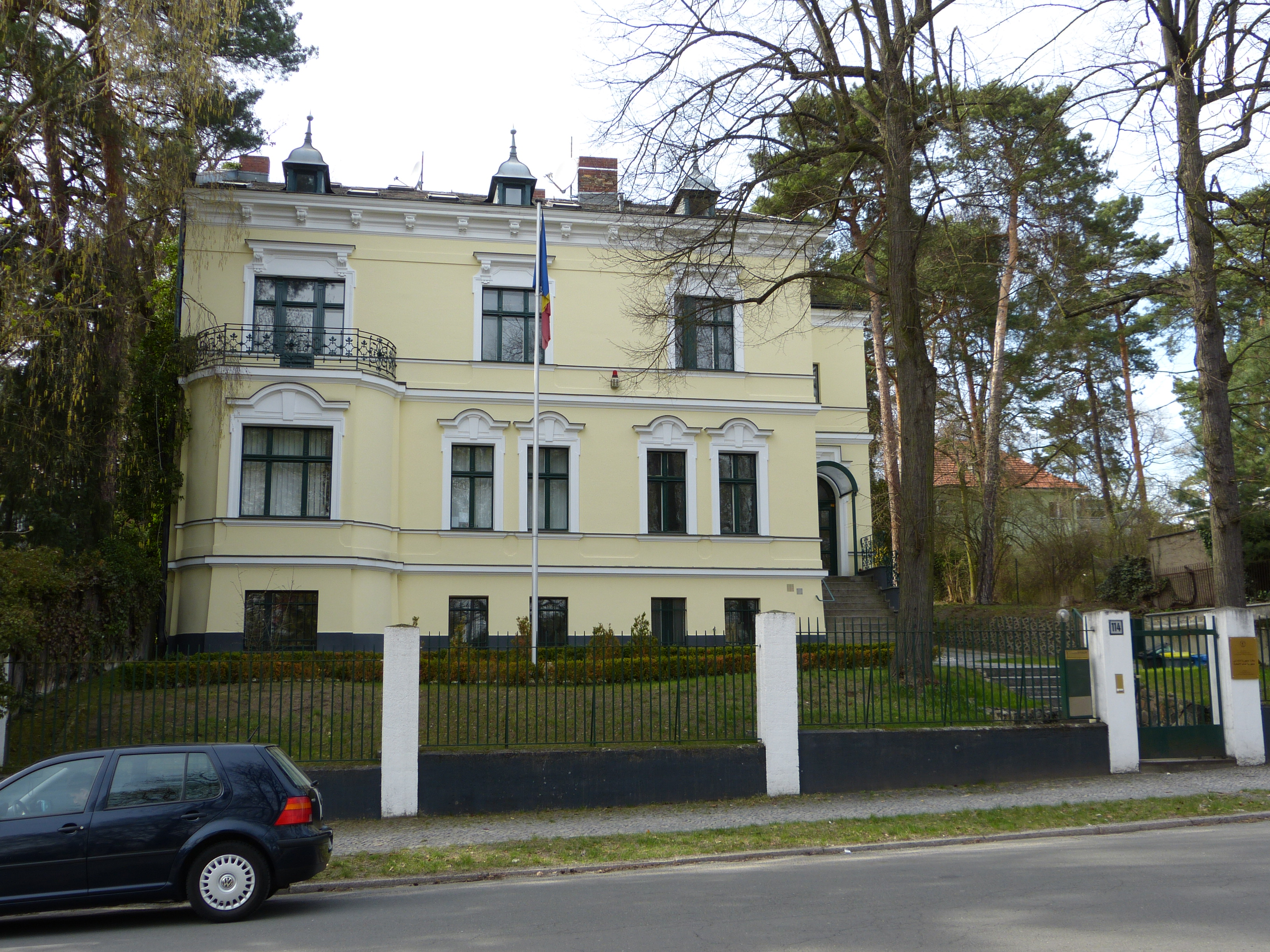
سفارتخانه چاد در برلین

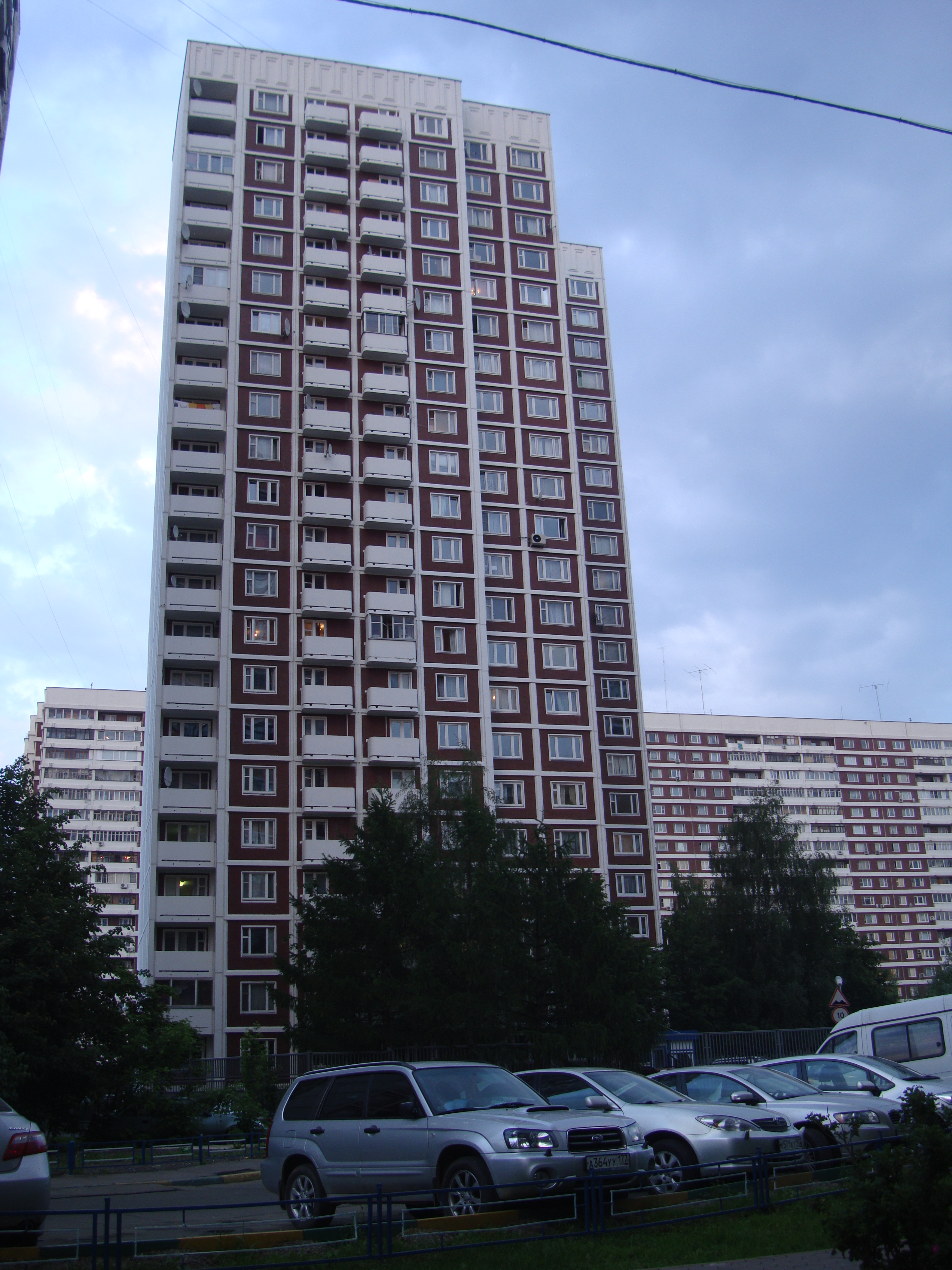
سفارتخانه چاد در مسکو

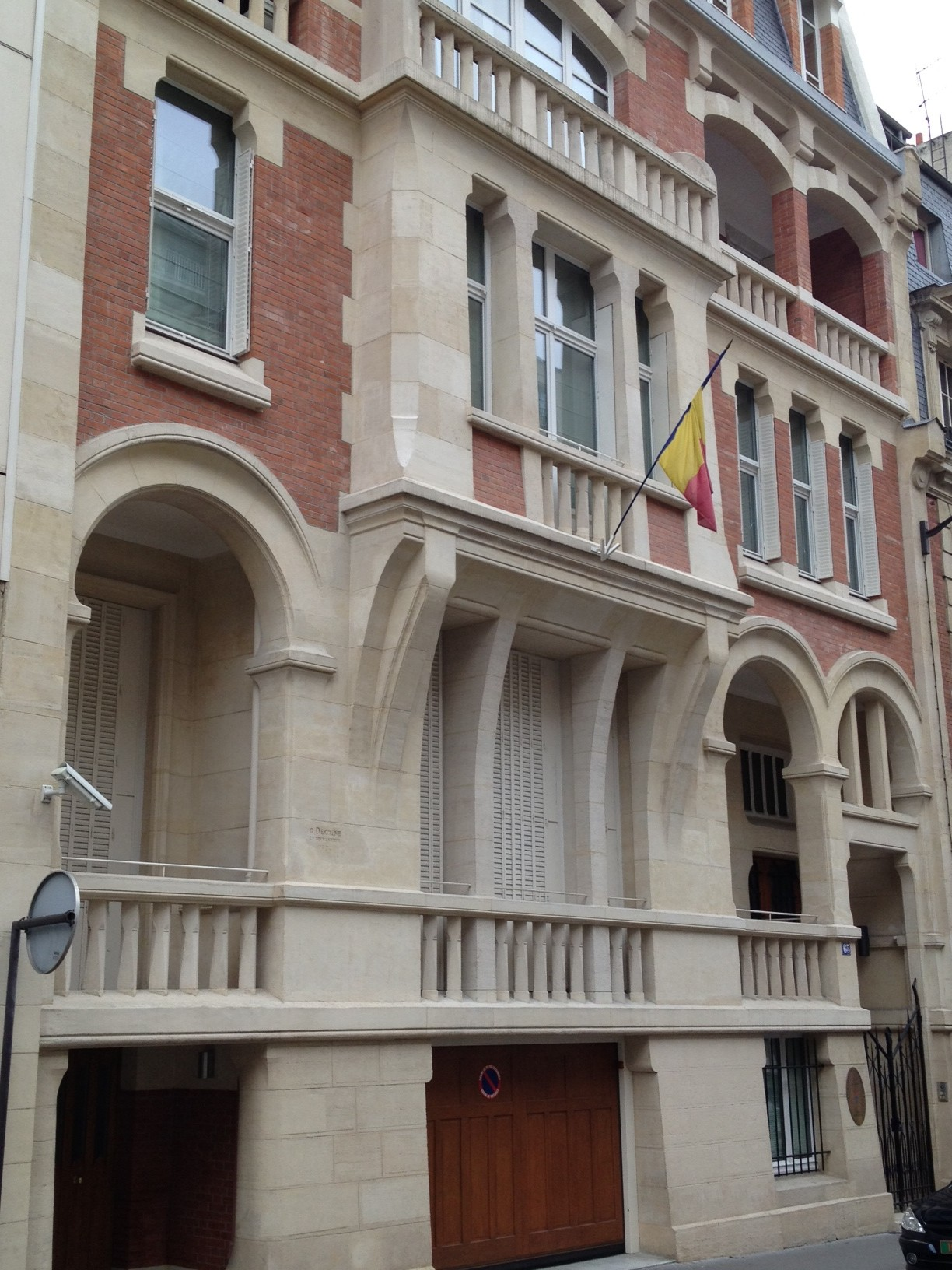
سفارتخانه چاد در پاریس

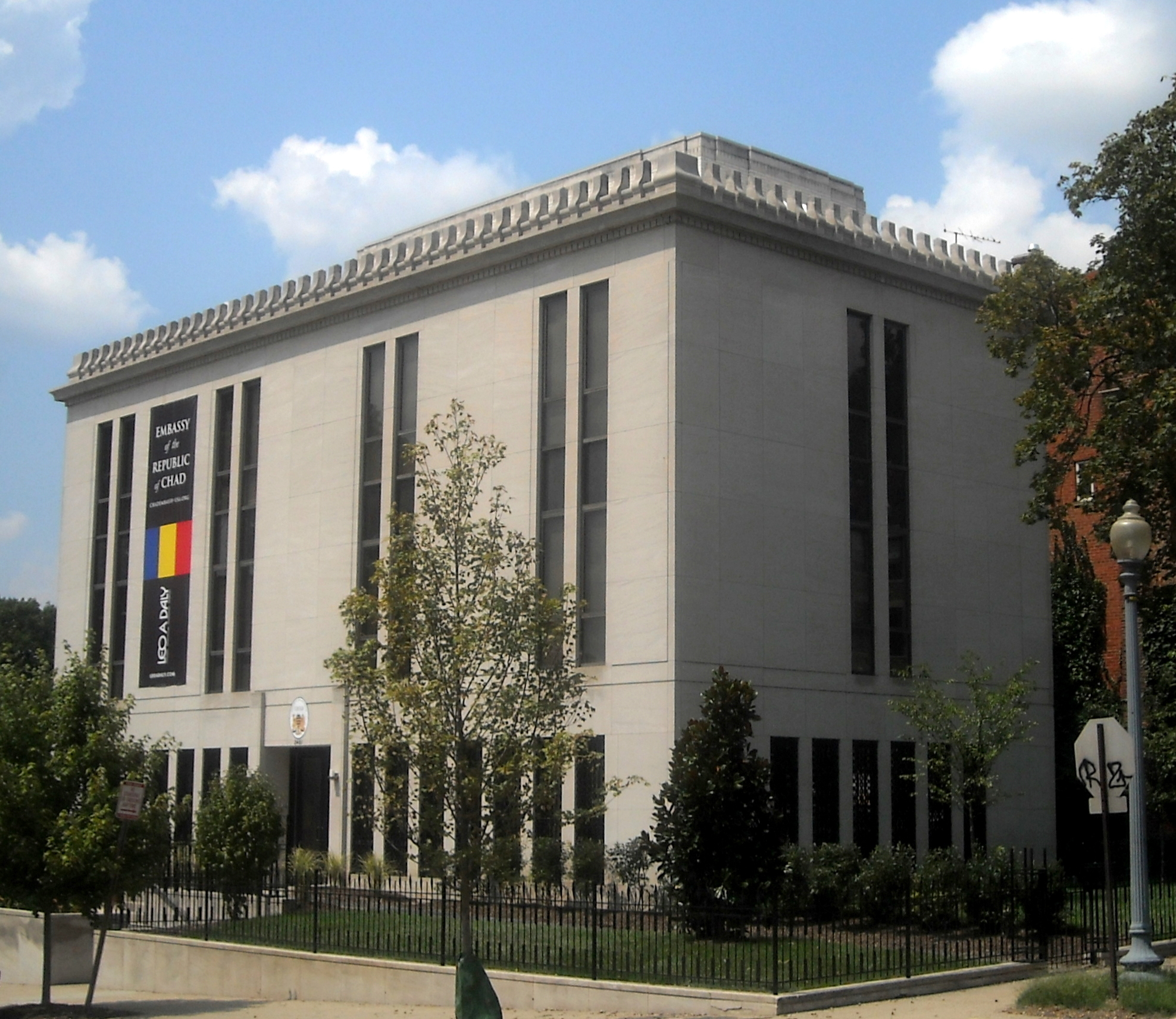
سفارتخانه چاد در واشینگتن دی سی

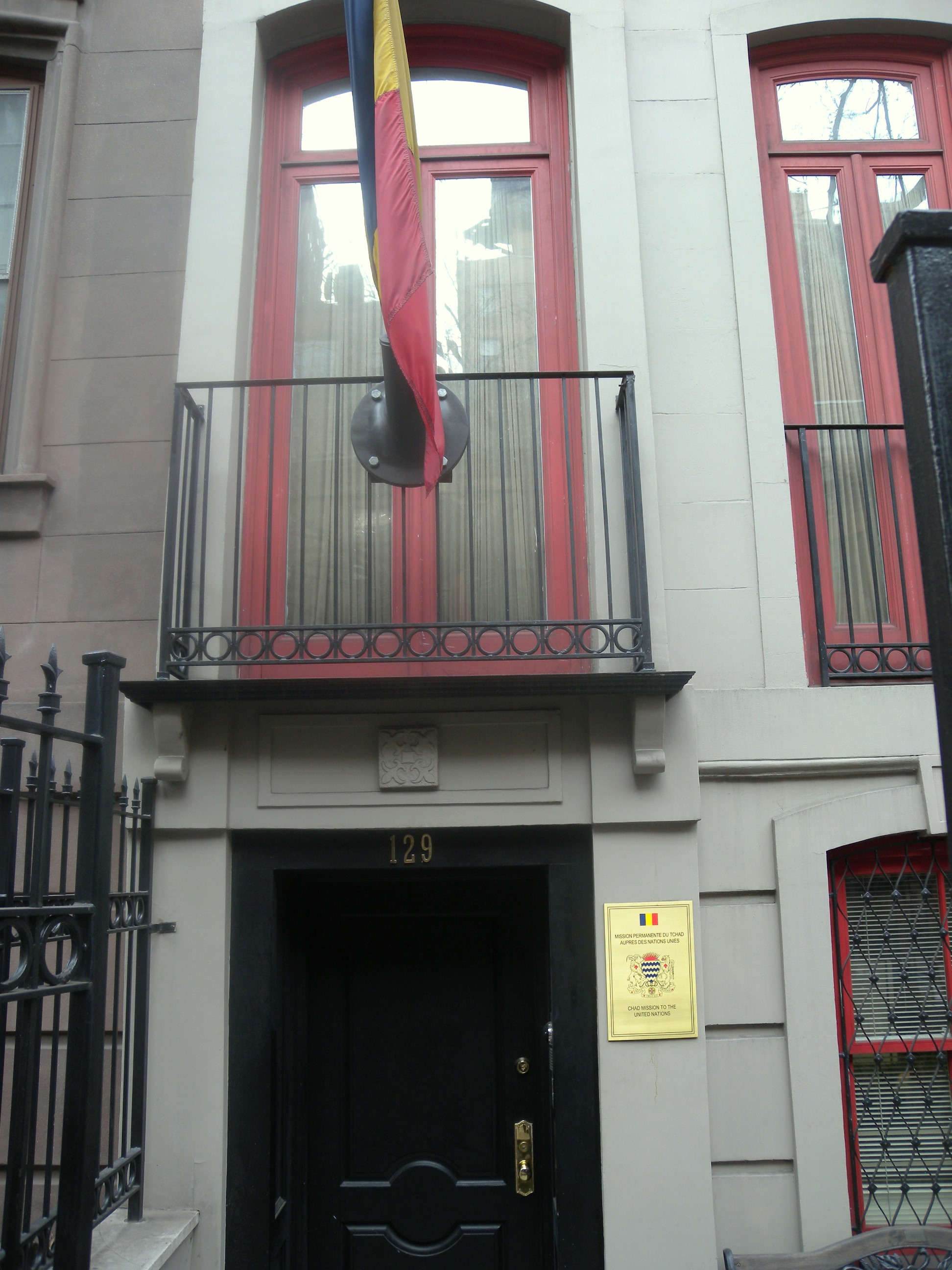
دفتر مأموریت دائم چاد در سازمان ملل متحد، نیویورک

- چین
  - پکن (سفارت)
- قطر
  - دوحه (سفارت)
- عربستان سعودی
  - ریاض (سفارت)
  - جده (کنسولگری)
- ترکیه
  - آنکارا (سفارت)

## آفریقا
- الجزایر
  - الجزیره (سفارت)
- بنین
  - کوتونو (سفارت)
- بورکینافاسو
  - آواگادوگو (سفارت)
- کامرون
  - یائونده (سفارت)
  - Garoua (کنسولگری)
- جمهوری آفریقای مرکزی
  - بانگی (سفارت)
- ساحل عاج
  - ابیجان (سفارت)
- جمهوری دموکراتیک کنگو
  - کینشاسا (سفارت)
- مصر
  - قاهره (سفارت)
- اتیوپی
  - آدیس آبابا (سفارت)
- لیبی
  - طرابلس (سفارت)
- نیجر
  - نیامی (سفارت)
- نیجریه
  - ابوجا (سفارت)
  - مایدوگوری (کنسولگری)
- آفریقای جنوبی
  - پرتوریا (سفارت)
- سودان
  - خارطوم (سفارت)

## آمریکا
- کانادا
  - اتاوا (سفارت)
- ایالات متحده آمریکا
  - واشینگتن دی سی (سفارت)

## اروپا
- بلژیک
  - بروکسل (سفارت)
- فرانسه
  - پاریس (سفارت)
- آلمان
  - برلین (سفارت)
- روسیه
  - مسکو (سفارت)

## سازمان‌های چندجانبه
- اتحادیه آفریقا
  - آدیس آبابا (مأموریت دائم به اتحادیه آفریقا)
- اتحادیه اروپا
  - بروکسل (مأموریت به اتحادیه اروپا)
- سازمان ملل متحد
  - ژنو (مأموریت دائم به سازمان ملل متحد و دیگر سازمان‌های بین‌المللی)
  - نیویورک (مأموریت دائم به سازمان ملل متحد)
- یونسکو
  - پاریس (مأموریت دائم به یونسکو)